# El palo al gato
El palo al gato es una telenovela chilena, del género melodrama, producida por Canal 13 y transmitida desde el 23 de marzo hasta el 26 de junio de 1992, reemplazando a Ellas por ellas y siendo sucedida por Fácil de amar.
Escrita y adaptada por Jorge Díaz Saenger, con la colaboración de Claudio Navarro, cuya base principal es de telenovela brasileña homónima de Braulio Pedroso y Lauro César Muniz, producida por Nené Aguirre, dirigida por Luis Vicente López, con la dirección general de Óscar Rodríguez Gingins bajo el núcleo de Ricardo Miranda.
Es protagonizada por Jaime Vadell y Gloria Münchmeyer. Con las actuaciones de Alfredo Castro, Carolina Arregui, Maricarmen Arrigorriaga, Álvaro Rudolphy, Marcela Medel, Luis Alarcón, Gabriela Hernández, Walter Kliche, Patricia Guzmán, Sergio Hernández, Alberto Vega, Esperanza Silva, Francisca Castillo, Jorge Yáñez, Gabriela Medina, entre otros. 
El nombre de la teleserie hace referencia a la expresión chilena "Darle el palo al gato", que significa tener un golpe suerte que trae prosperidad, por lo general de forma financiera, al modo de vida de la persona mencionada.

## Argumento
Rudy Mariano (Jaime Vadell) es un exmillonario que ahora está arruinado, pero disimula su pérdida monetaria muy bien. Es un "playboy" aproblemado por las mujeres. Su único tesoro es una enorme pinacoteca. Pero la necesidad tiene cara de hereje y hasta de eso empieza a deshacerse, muy disimuladamente, y para ello, contrata los servicios de un discreto amigo pintor, quien hace imitaciones para ponerlas en el lugar de los originales, mientras éstos van al mercado del arte. Esa es su forma de darle "el palo al gato". 
En el otro estrato se ganan la vida Marilí (Carolina Arregui) e Ivonnette (Maricarmen Arrigorriaga), dos vedettes de la boite "Cucha's" que ansían hacerse famosas para poder dejar la boite donde trabajan. Sueñan con pegarle "el palo al gato". 
Otro sueño de Marilí es casarse y establecer una relación definitiva y tranquila con Nando (Alfredo Castro), el padre de su hijo. Nando es un tipo bohemio que quisiera convertirse en un gran representante de artistas, empezando por Marilí y su amiga Ivonne.
Con estos antecedentes se comienza a crear la verdadera trama de la teleserie.

## Elenco
- Jaime Vadell como Rudy Mariano.
- Gloria Münchmeyer como Cristina.
- Alfredo Castro como Fernando “Nando”
- Carolina Arregui como María Lidia “Marilí” Rojas.
- Maricarmen Arrigorriaga como Ivonnette Montesco.
- Álvaro Rudolphy como Aníbal López.
- Marcela Medel como Sofía.
- Luis Alarcón como Jaime.
- Walter Kliche como Pablo.
- Gabriela Hernández como Alicia.
- Patricia Guzmán como Milú.
- Sergio Hernández como Mario.
- Esperanza Silva como Noelia Sandor.
- Alberto Vega como Carlos.
- Francisca Castillo como Maira Mariano
- Jorge Yáñez como Horacio.
- Gabriela Medina como Hilda.
- Renato Munster como Eduardo “Lalo”.
- Paula Sharim como Patricia.
- Pablo Ausensi como Dino.
- Juan Bennett como Jaime.
- Felipe Armas como Olegario.
- Lorene Prieto como Paulina.
- Felipe Castro como Ricardo.
- Francesca Franzese como Marisela.
- Paola Silva como Pía.
- Raquel Pereira como Francesca.
- Jorge Gajardo Jr. como Nicolás.
- José Barrera
- Soledad Oddé
- Rodolfo Martínez
- Jimmy Lowenstein como Chuma.
- Elizabeth Martínez como Luccy.
- Nicolás Guerra como Nandito.

## Participaciones
- Claudia Durán como Cucha #1
- Juana Alvarado como Cucha #2
- Gabriela Errázuriz como Cucha #3
- Paulina Harrington como Cucha #4
- Verónica La Rivera como Cucha #5
- Héctor Noguera como Roberto
- Fernando Bordeau como Pascual
- Patricio Strahovsky
- Tatiana Molina como Valentina
- Luis Dubó como Embargador
- Juan Falcón como Periodista

## Datos extras
- Es la última teleserie de Maricarmen Arrigorriaga en Canal 13 hasta que volvió a la estación en el 2003 para teleserie Machos.
- Esta teleserie fue un fracaso con respecto a su competencia Trampas y Caretas de TVN hecho que no ocurría desde 1988, con Vivir así, en el segundo semestre de dicho año. Tras el fracaso, la teleserie es recortada un mes antes de lo previsto ya que originalmente tendría aproximadamente ochenta capítulos.